# Boghos Lewon Zekijan
Boghos Lewon Zekijan (ur. 21 października 1943 w Stambule) – ormiański duchowny katolicki, w latach 2015–2024 archieparcha Konstantynopola.

## Życiorys
Święcenia kapłańskie przyjął 21 maja 1967 w zgromadzeniu mechitarystów weneckich. W 1993 uzyskał inkardynację do patriarchatu Wenecji. Przez wiele lat pracował jako wykładowca języka ormiańskiego na weneckim uniwersytecie Ca' Foscari. Był także duszpasterzem weneckich Ormian.
21 maja 2014 został mianowany administratorem apostolskim archieparchii Konstantynopola ze stolicą tytularną Amida. Sakry udzielił mu 13 września 2014 patriarcha Ormian - arcybiskup Nerses Bedros XIX. 21 marca 2015 został pełnoprawnym ordynariuszem.
21 października 2024 papież Franciszek przyjął jego rezygnację z pełnionego urzędu arcybiskupa metropolity.